# Казаманс (река)
Казама́нс (фр. Casamance) — река в Западной Африке, протекающая на юге Сенегала.
Длина реки — около 320 км. Берега дельты покрыты мангровыми лесами. На протяжении 130 км от устья является судоходной. Казаманс является главной рекой в южной части Сенегала. На реке находятся два региона, также известных под общим названием Казаманс. Существует паром в Зигиншоре, одном из самых важных городов на реке.
Название реке дал в 1456 году путешественник Альвизе Када-Мосто по имени местного мансы (царя) Казы, правителя ныне вымершего народа из этнической группы Baïnouks.
Одним из притоков Казаманса является река Soungrougrou.